# Borough londonien d'Islington
Pour les articles homonymes, voir Islington.
Le borough londonien d'Islington (« London Borough of Islington ») est un district du Grand Londres. Cette circonscription, fondée en 1965 par fusion des districts d'Islington et de Finsbury, compte plus de 190 000 habitants.
Ce district se compose des quartiers suivants:
- Angel (EC1)
- Barnsbury (N1)
- Canonbury (N1)
- Clerkenwell (EC1)
- Finsbury (EC1)
- Finsbury Park (N4)
- Highbury (N5), où se trouvent l'Emirates Stadium et Highbury Square
- Islington (N1), où se trouve Upper Street la principale avenue commerçante du district
- Lower Holloway (N7)
- Nag's Head (N7)
- St Luke's (EC1)
- Tufnell Park (N7)
- Upper Holloway (N19)

## Culture
L'Almeida Theatre est situé non loin d'Upper Street.

## Espaces verts
Le district comporte peu d'espaces verts en comparaison d'autres districts londoniens. Toutefois Highbury Hills avec ses 12 hectares ainsi que Paradise Park sont deux espaces verts notables.
- Lonsdale Square

## Sport
Le club de football Arsenal Football Club est localisé dans ce district.

## Transport

### Métro
Le district d'Islington est bien desservi par le métro de Londres.
Les stations suivantes se situent dans le district:
Northern line:
- Angel (métro de Londres)
- Archway (métro de Londres)
- Tufnell Park (métro de Londres)

Piccadilly line:
- Arsenal (métro de Londres)

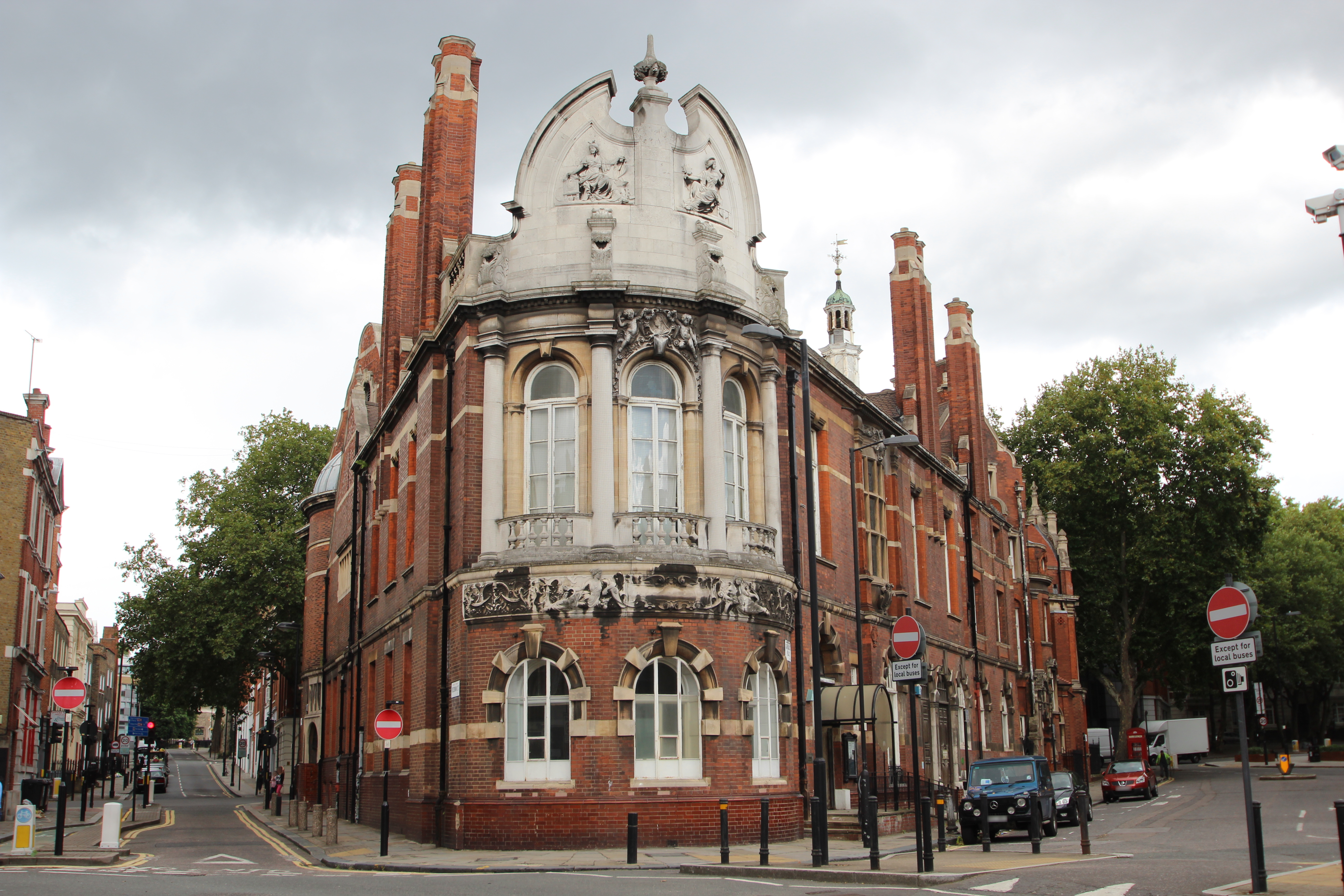
Ancienne mairie de Finsbury.

- Caledonian Road (métro de Londres)
- Finsbury Park (métro de Londres)
- Holloway Road (métro de Londres)

Victoria line:
- Highbury & Islington (métro de Londres) (également accessible avec le London Overground)
- Finsbury Park (métro de Londres)

### Train
London Overground:
- Canonbury

National Rail:
- Drayton Park (National Rail)
- Essex Road (National Rail)